# NOVASOL
NOVASOL B.V.  is een Europees bedrijf dat in 1968 werd opgericht als Nordisk Ferie met hoofdkantoor in Virum in de Deense regio Hovedstaden waar ook Kopenhagen deel van uitmaakt en heeft daarnaast ook in Nederland een lokaal kantoor. Het bedrijf verhuurt vakantiehuizen, villa's, appartementen en chalets in 26 Europese landen.

## Geschiedenis
Het bedrijf werd opgericht op 28 december 1968 in het district Nørrebro in Kopenhagen als Nordisk Ferie. Oprichter van het bedrijf was Frederik Heegaard. In de eerste jaren na de oprichting groeide het bedrijf voornamelijk in Scandinavië en Duitsland. Sinds de jaren negentig zijn de markten van Polen en Tsjechië toegevoegd. Dansommer en Cendant werden begin 2000 overgenomen.
In 2002 nam het huidige Wyndham Vacation Rentals NOVASOL over. In 2006 werd het bedrijf opgenomen in Wyndham Exchange & Rentals. Met deze overname is NOVASOL vertegenwoordigd in 21 landen in onder andere Scandinavië en continentaal Europa. Aan het begin van 2010 was NOVASOL de grootste Europese aanbieder van individuele vakantiehuizen met zo’n 25.000 huizen.
In 2015 werd Happy Home, een Nederlandse makelaar voor vakantievastgoed met in totaal 2.600 objecten, overgenomen. En in 2016 heeft het bedrijf Friendly Rentals, een Spaanse aanbieder van appartementen, en de Belgische aanbieder Ardennes Etappe overgenomen. Begin 2017 kwamen daar de particuliere vakantiewoningen van Wimdu bij. Zodoende kan men in 26 landen uit meer dan 50.000 vakantiehuizen kiezen.
Sinds 2019 is het NOVASOL overgenomen door Awaze, een Europeze marktleider en verhuurbedrijf voor vakantiewoningen en vakantieresorts.

## Bedrijfsstructuur
NOVASOL bemiddelt ongeveer 50.000 vakantieaccommodaties in heel Europa met ongeveer twee miljoen gasten per jaar (vanaf 2016) en is de grootste aanbieder van vakantiehuizen in Noord-Europa. Naast het hoofdkantoor in Denemarken heeft de groep kantoren in heel Europa, waaronder een kantoor in Tilburg. De merken die worden gevoerd door het bedrijf zijn Dansommer, Cuedent, Happy Home, Friendly Rental, Ardennes Etape en Wimdu.

## Focus van de toeristische activiteiten
NOVASOL is gespecialiseerd in de verhuur van vakantiehuizen en appartementen in Europa. De productportfolio bestaat uit verschillende concepten:
- Vakantiehuizen
- Appartementen
- Villa's
- Vakantieparken
- Woonboten en drijvende huizen
- Groepsaccommodaties

## Weblinks
- Website van NOVASOL Nederland
- Website van NOVASOL België